# Polittico della Flagellazione
Il Polittico della flagellazione è un dipinto realizzato tra la fine del XV secolo e all'inizio del XVI secolo. La pala d'altare è un polittico composto da cinque pannelli; fu attribuito a Juan de Zamora e in seguito ad Alonso Aguilar, opzioni attualmente scartate. Proviene dal vecchio ospedale di Antón Cabrera e successivamente conservato nel Museo de Bellas Artes di Cordova, in Spagna.

## Descrizione
La parte centrale ha per soggetto la flagellazione di Gesù legato ad una colonna. Il pannello in alto a sinistra rappresenta Sant'Antonio abate. Il pannello in basso a sinistra rappresenta le stigmate  di San Francesco d'Assisi. Il pannello in alto a destra rappresenta San Giovanni evangelista. Il pannello in basso a destra rappresenta San Antonio da Padova.

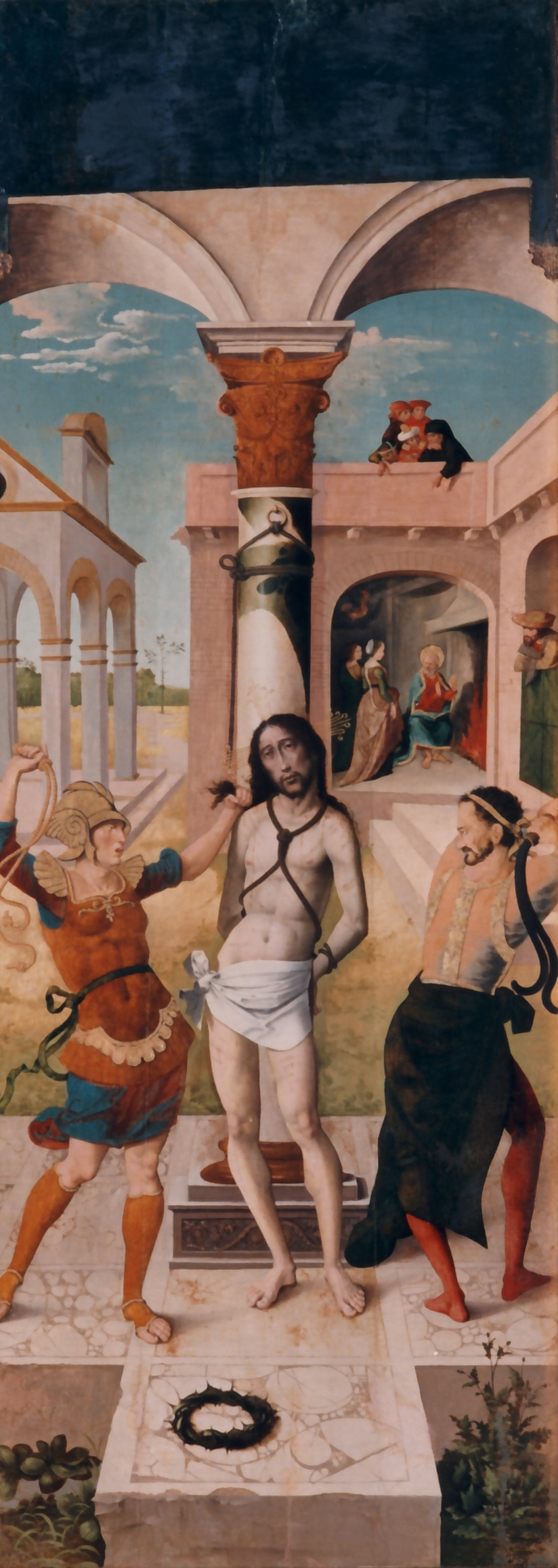
Gesù legato alla colonna
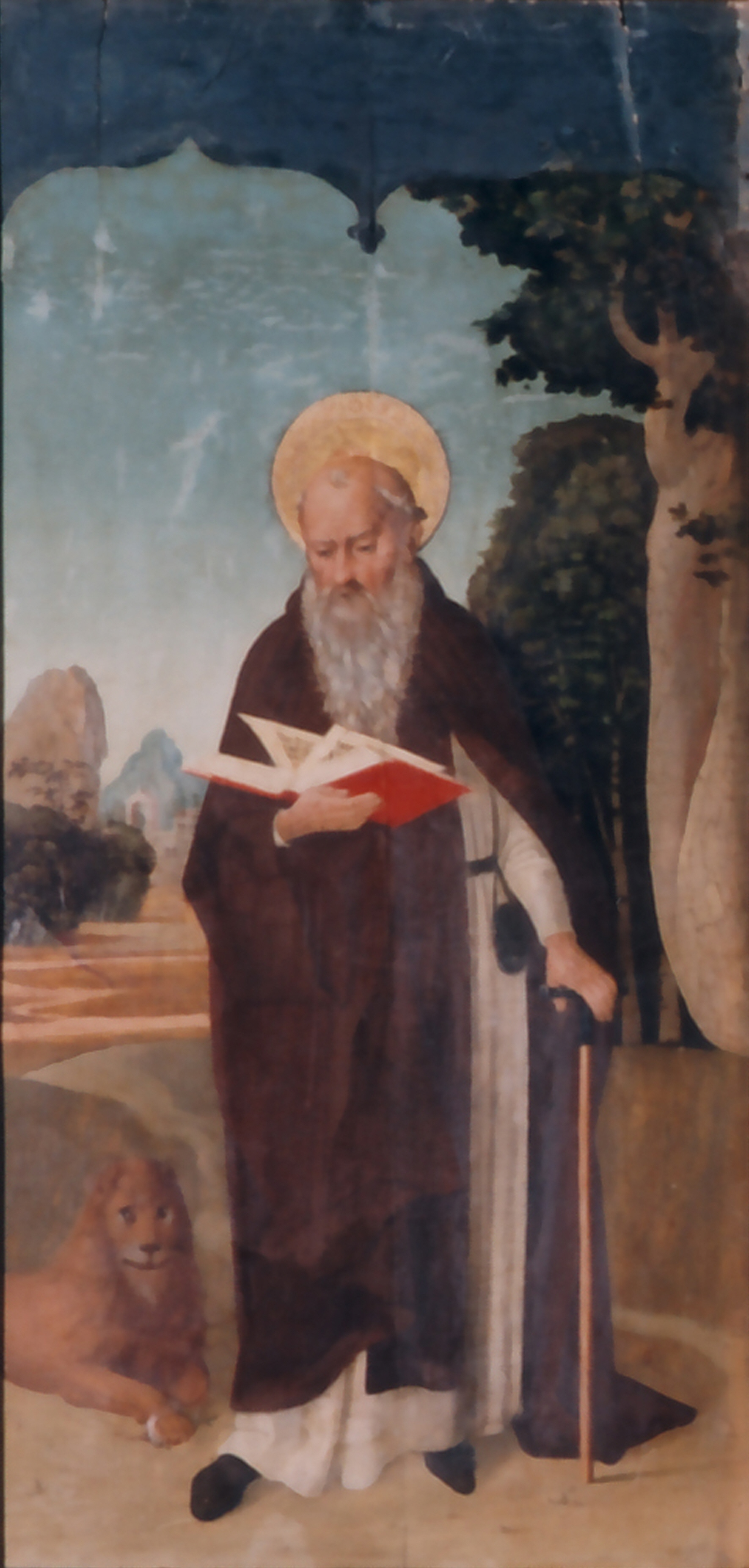
Sant'Antonio abate
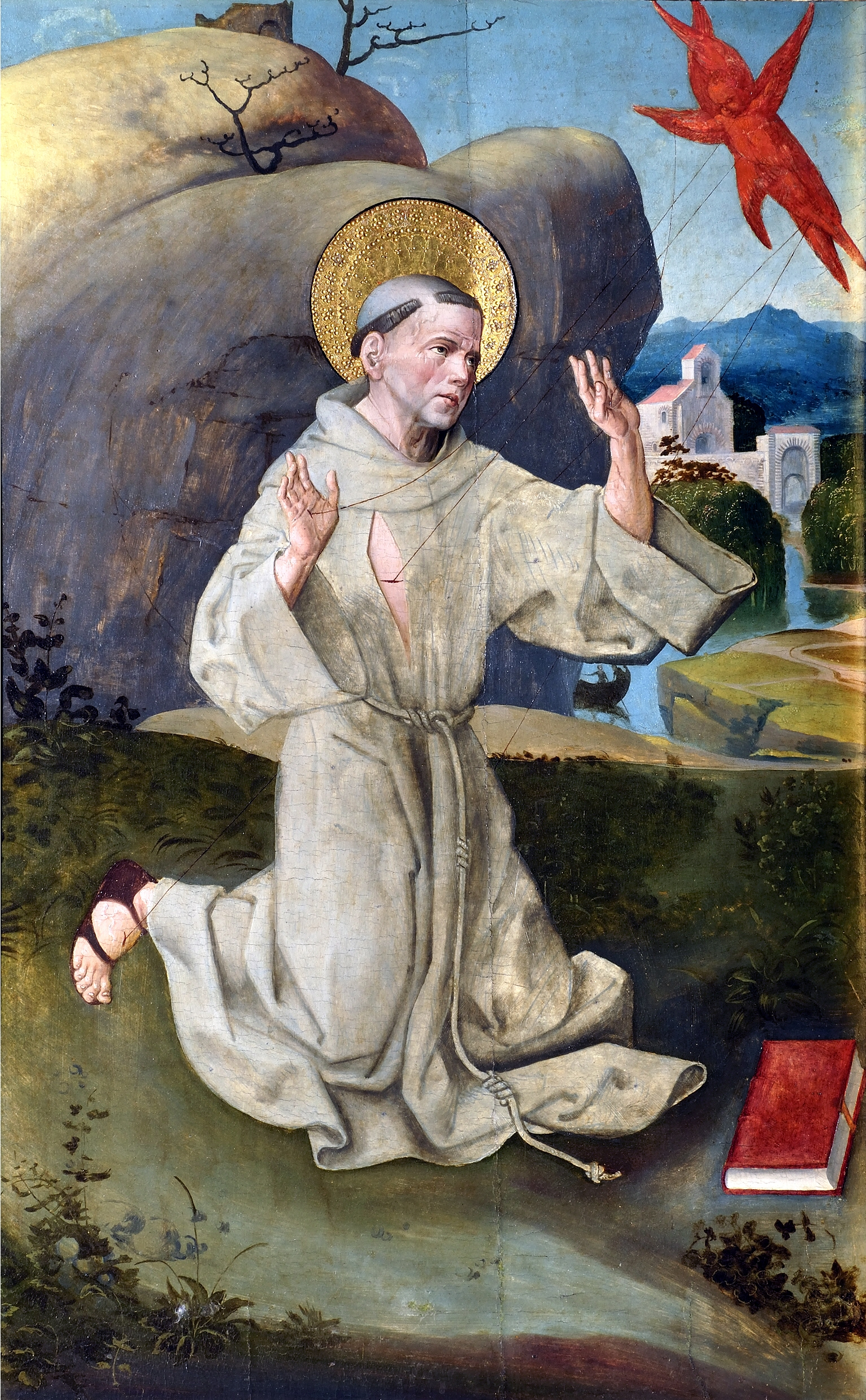
San Francesco d'Assisi
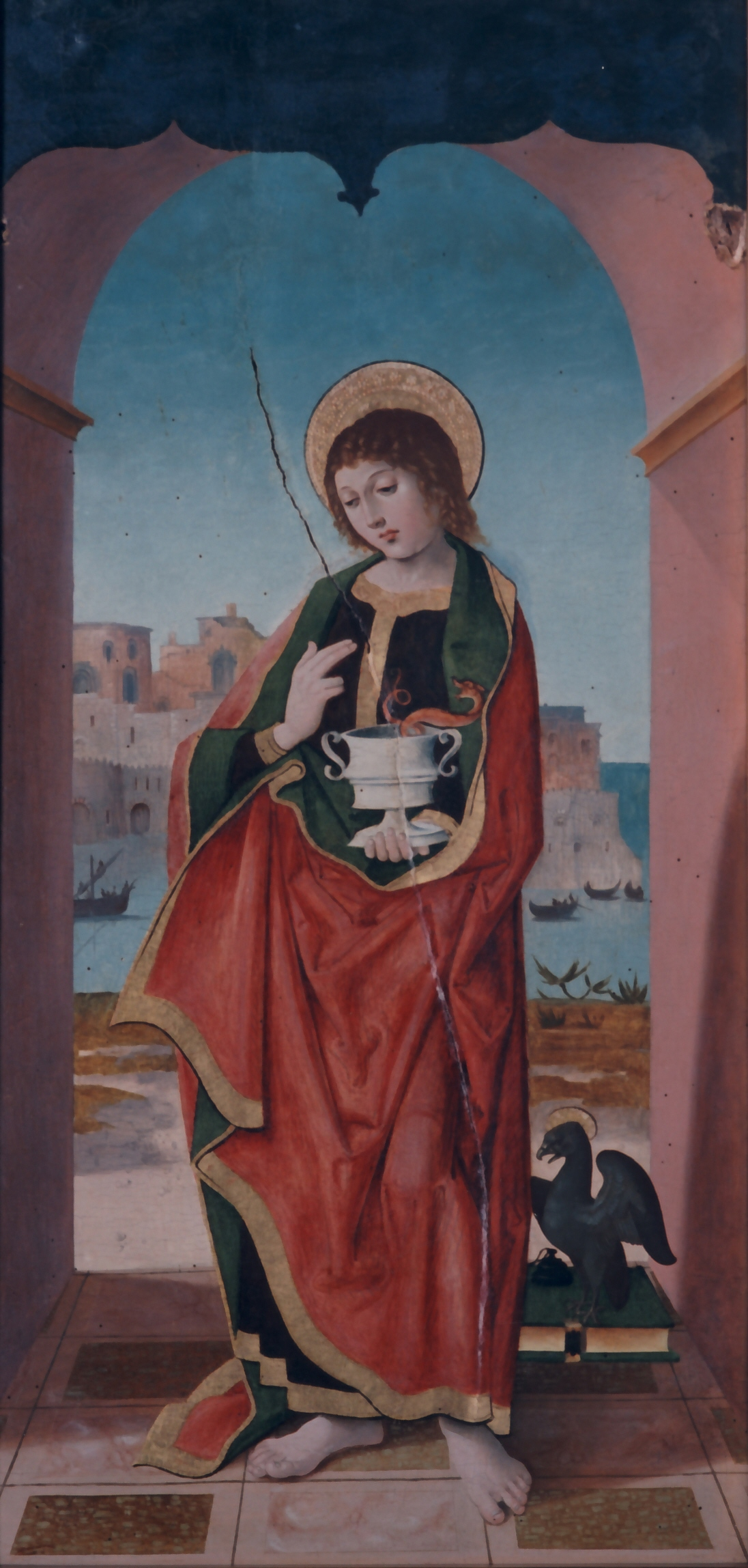
San Giovanni Evangelista
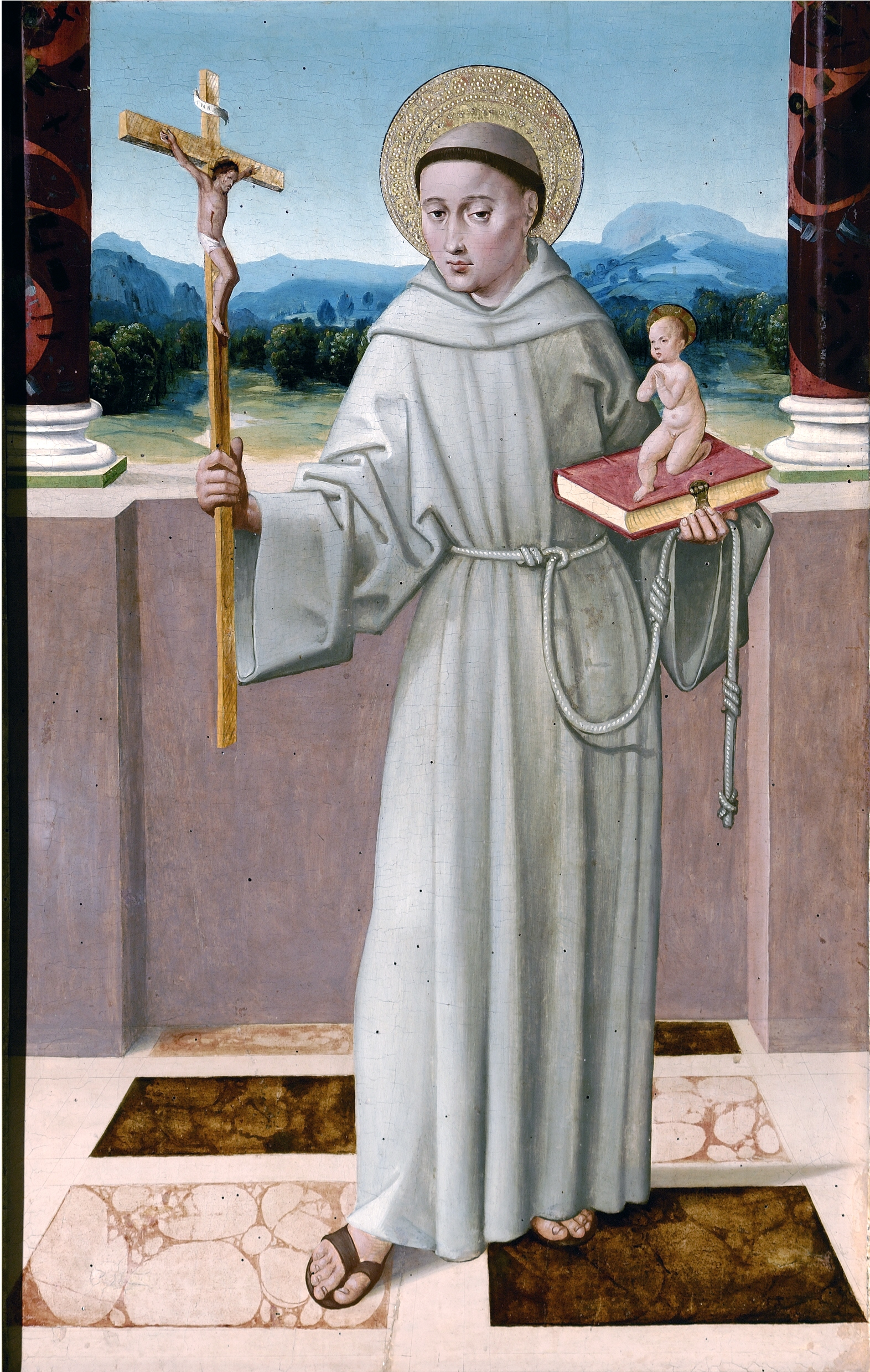
Sant'Antonio da Padova col Bambino